# NK Rudar Velenje
El Nogometni Klub Rudar Velenje (en inglés: Rudar Velenje Football Club) es un club de fútbol esloveno de la ciudad de Velenje. Fue fundado en 1948 y juega en la Segunda Liga de Eslovenia.

## Palmarés

### Yugoslavia
- Liga de la República de Eslovenia (Tercera Liga de Yugoslavia) (2): 1976-77, 1990-91
- Copa de la República de Eslovenia (1): 1979-80

### Eslovenia
- Copa de Eslovenia (1): 1997–98
- Segunda Liga de Eslovenia (3): 2003-04, 2004-05, 2007-08
- Copa MNZ Celje (3): 1991–92, 2003–04, 2004–05

## Participación en competiciones de la UEFA
| Temporada | Torneo                | Ronda            | Club               | Ida | Vuelta | Global         |
| --------- | --------------------- | ---------------- | ------------------ | --- | ------ | -------------- |
| 1995      | Copa Intertoto        | Grupo 2          | Tottenham Hotspur  | 1–2 | –      | 5º Lugar       |
| 1995      | Copa Intertoto        | Grupo 2          | Östers             | 1–3 | –      | 5º Lugar       |
| 1995      | Copa Intertoto        | Grupo 2          | 1. FC Colonia      | 0–1 | –      | 5º Lugar       |
| 1995      | Copa Intertoto        | Grupo 2          | Lucerne            | 1–1 | –      | 5º Lugar       |
| 1998–99   | UEFA Cup Winners' Cup | Clasificatoria   | Tiraspol           | 2–0 | 0–0    | 2–0            |
| 1998–99   | UEFA Cup Winners' Cup | 1                | Varteks Varaždin   | 0–1 | 0–1    | 0–2            |
| 1999      | Copa Intertoto        | 1                | Halmstads BK       | 0–0 | 2–2    | 2–2 (a)        |
| 1999      | Copa Intertoto        | 2                | Austria Lustenau   | 1–2 | 1–2    | 2–4            |
| 2009–10   | UEFA Europa League    | Clasificatoria 1 | Narva Trans        | 3–0 | 3–1    | 6–1            |
| 2009–10   | UEFA Europa League    | Clasificatoria 2 | Red Star Belgrade  | 0–1 | 0–4    | 0–5            |
| 2014–15   | UEFA Europa League    | Clasificatoria 1 | Laçi               | 1–1 | 1–1    | 2–2 (2–3 pen.) |
| 2018–19   | UEFA Europa League    | Clasificatoria 1 | Tre Fiori          | 7–0 | 3–0    | 10–0           |
| 2018–19   | UEFA Europa League    | Clasificatoria 2 | Steaua de Bucarest | 0–2 | 0–4    | 0–6            |